# Serpogórskoie
Serpogórskoie (en rus: Серпогорское) és un poble de l'óblast de Saràtov, a Rússia, segons el cens del 2010 tenia 2 habitants. Pertany al districte municipal de Mokroús.